# 索尔蒙
索尔蒙（法語：Ceaulmont，法語發音：[solmɔ̃]）是法国安德尔省的一个市镇，位于该省南部，属于拉沙特尔区。

## 地理
索尔蒙（46°31'53"N, 1°33'9"E）面积17.38 平方千米，位于法国中央-卢瓦尔河谷大区安德尔省，该省份为法国中部省份，北起卢瓦-谢尔省，西北接安德尔-卢瓦尔省，西南接维埃纳省，南至克勒兹省和上维埃纳省，东临谢尔省。
与索尔蒙接壤的市镇（或旧市镇、城区）包括：克勒兹河畔阿让通、巴赖兹、巴宰日、瑟隆、加尔日莱斯-当皮埃尔、勒默努、勒佩什罗、巴德孔-勒潘。

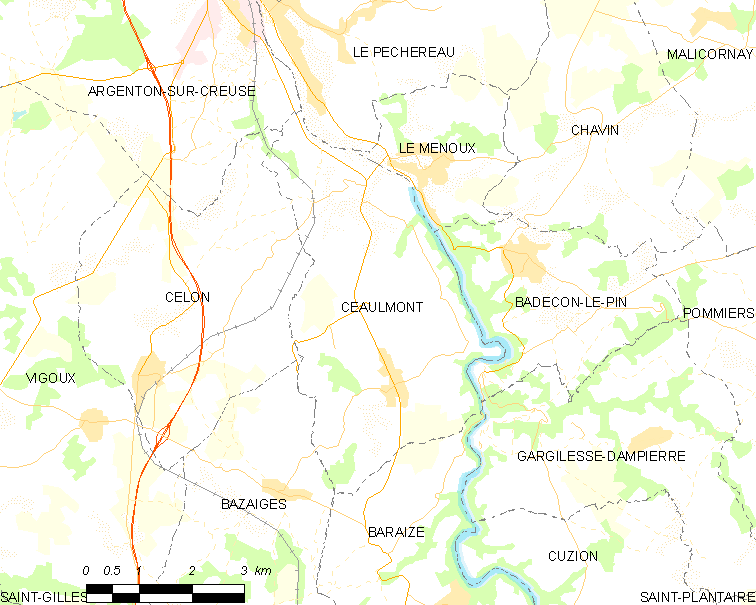
索尔蒙的OSM定位图

索尔蒙的时区为UTC+01:00、UTC+02:00（夏令时）。

## 行政
索尔蒙的邮政编码为36200，INSEE市镇编码为36032。

## 政治
索尔蒙所属的省级选区为克勒兹河畔阿让通县。

## 人口

1962-2008年间索尔蒙人口变化图示

索尔蒙于2022年1月1日时的人口数量为673人。